# Fosshaugane Campus
Il Fosshaugane Campus è un impianto sportivo sito nel villaggio norvegese di Sogndalsfjøra, che ospita le gare casalinghe della squadra locale del Sogndal.

## Storia
Lo stadio fu inaugurato in data 7 luglio 2006, in occasione del successo per 2-0 del Sogndal sul Bryne. Rune Bolseth realizzò così il primo gol nell'impianto, a circa metà del secondo tempo.